# العلاقات الإسرائيلية التشيلية
العلاقات الإسرائيلية التشيلية هي العلاقات الثنائية التي تجمع بين إسرائيل وتشيلي.

## مقارنة بين البلدين
هذه مقارنة عامة ومرجعية للدولتين:
| وجه المقارنة                                              | إسرائيل                                                             | تشيلي                         |
| --------------------------------------------------------- | ------------------------------------------------------------------- | ----------------------------- |
| المساحة (كم2)                                             | 20.77 ألف                                                           | 756.10 ألف                    |
| عدد السكان (نسمة)                                         | 8.89 مليون                                                          | 17.37 مليون                   |
| الكثافة السكانية (ن./كم²)                                 | 428.02                                                              | 22.97                         |
| العاصمة                                                   | القدس                                                               | سانتياغو                      |
| اللغة الرسمية                                             | اللغة العبرية، اللغة العربية                                        | اللغة الإسبانية               |
| العملة                                                    | شيكل إسرائيلي جديد، شيكل إسرائيلي قديم، جنيه فلسطيني، جنيه إسرائيلي | بيزو تشيلي، وحدة حساب تشيلية ‏ |
| الناتج المحلي الإجمالي (بليون دولار)                      | 350.85 مليار                                                        | 277.08 مليار                  |
| الناتج المحلي الإجمالي (تعادل القوة الشرائية) بليون دولار | 306.51 مليار                                                        | 419.39 مليار                  |
| الناتج المحلي الإجمالي الاسمي للفرد دولار أمريكي          | 35.73 ألف                                                           | 13.42 ألف                     |
| الناتج المحلي الإجمالي للفرد دولار أمريكي                 | 36.58 ألف                                                           | 22.07 ألف                     |
| مؤشر التنمية البشرية                                      | 0.899                                                               | 0.832                         |
| رمز المكالمات الدولي                                      | +972                                                                | +56                           |
| رمز الإنترنت                                              | .il                                                                 | .cl                           |
| المنطقة الزمنية                                           | توقيت إسرائيل، Israel Summer Time ‏                                  | 00، 00، 00، 00                |

## مدن متوأمة
في ما يلي قائمة باتفاقيات التوأمة بين مدن إسرائيلية وتشيلية:
- ترتبط بات يام مع فالبارايسو باتفاقية توأمة.
- ترتبط بتاح تكفا مع لاس كونديس باتفاقية توأمة منذ 2016.[17][17]
- ترتبط عسقلان مع إيكويكو باتفاقية توأمة.
- ترتبط يوكنعام مع San Pedro de Atacama [الإنجليزية]‏ باتفاقية توأمة.
- ترتبط إيلات مع أريكا باتفاقية توأمة منذ 26 يونيو 1979.[18][19][20][21]

## منظمات دولية مشتركة
يشترك البلدان في عضوية مجموعة من المنظمات الدولية، منها:
| علم المنظمة | اسم المنظمة                               | تاريخ انضمام إسرائيل | تاريخ انضمام تشيلي |
| ----------- | ----------------------------------------- | -------------------- | ------------------ |
|             | مؤسسة التنمية الدولية                     | 22 ديسمبر 1960       | 30 ديسمبر 1960     |
|             | منظمة التعاون الاقتصادي والتنمية          | 7 سبتمبر 2010        | ?                  |
|             | الأمم المتحدة                             | 11 مايو 1949         | 24 أكتوبر 1945     |
|             | منظمة التجارة العالمية                    | 21 أبريل 1995        | ?                  |
|             | منظمة الشرطة الجنائية الدولية             | ?                    | ?                  |
|             | المركز الدولي لتسوية المنازعات الاستشارية | 22 يوليو 1983        | 24 أكتوبر 1991     |
|             | الاتحاد الدولي للاتصالات                  | 24 يونيو 1948        | 1908               |
|             | الفريق المعني برصد الأرض                  | ?                    | ?                  |
|             | البنك الدولي للإنشاء والتعمير             | 12 يوليو 1954        | 31 ديسمبر 1945     |
|             | الاتحاد البريدي العالمي                   | ?                    | ?                  |
|             | مؤسسة التمويل الدولية                     | 26 سبتمبر 1956       | 15 أبريل 1957      |
|             | وكالة ضمان الاستثمار متعدد الأطراف        | 21 مايو 1992         | 12 أبريل 1988      |
|             | يونسكو                                    | 16 سبتمبر 1949       | 7 يوليو 1953       |

## وصلات خارجية
- موقع وزارة الخارجية الإسرائيلية
- موقع وزارة الخارجية التشيلية